# Prawo Bosmana
Prawo Bosmana – w piłce nożnej prawo profesjonalnego zawodnika na obszarze Unii Europejskiej (UE) do wolnego transferu po zakończeniu dotychczasowego kontraktu, a także zniesienie limitu obcokrajowców w klubach z UE posiadających obywatelstwo państwa członkowskiego Unii Europejskiej.
Przed wejściem tego prawa w życie, nawet w przypadku wygaśnięcia kontraktu danego gracza, klub chętny na jego przejęcie musiał zapłacić ówczesnemu klubowi sumę odstępnego, stanowiącą rodzaj ekwiwalentu za transfer, wychowanie lub promocję.
Jean-Marc Bosman był piłkarzem belgijskiego pierwszoligowca RFC Liège. W 1990 r. wygasła jego umowa, więc zawodnik znalazł sobie nowego pracodawcę, porozumiewając się w kwestii nowego kontraktu z francuską USL Dunkerque. RFC Liège zażądał jednak za niego odstępnego, w dodatku relatywnie wysokiego, jak na ówczesne realia i klasę sportową prezentowaną przez tego gracza – 300 tys. franków, jednak USL Dunkerque nie była w stanie sprostać tym wymaganiom finansowym. Skutkiem całej sytuacji zarząd RFC Liège postanowił przesunąć piłkarza do zespołu rezerw, obniżając mu w związku z tym pobory o 70%. Bosman uznał to za złamanie unijnej zasady wolnego przepływu osób i powołując się na artykuł 48 Traktatu EWG (cyt. „Zapewnia się swobodny przepływ pracowników wewnątrz Wspólnoty”) złożył do sądu powszechnego pozew o odszkodowanie przeciwko RFC Liège, Królewskiemu Belgijskiemu Związkowi Piłki Nożnej (RBFA) i UEFA. W listopadzie 1990 r. sąd przyznał mu rację, lecz władze RBFA odwołały się od tego wyroku do sądu apelacyjnego w Liège. 15 grudnia 1990 sąd apelacyjny w Liège podtrzymał wyrok, a jednocześnie zwrócił się do Trybunału Sprawiedliwości Unii Europejskiej z wnioskiem o wydanie orzeczenia w trybie prejudycjalnym w przedmiocie wykładni przepisów EWG (sprawa C-415/93). 15 grudnia 1995 Trybunał Sprawiedliwości Unii Europejskiej, na wniosek sądu apelacyjnego w Liège, wydał orzeczenie prejudycjalne, uznając argumenty zawodnika za zasadne (CELEX: 61993J0415). Zgodnie bowiem z zasadą wolnego przepływu osób, każdy obywatel Unii Europejskiej ma prawo żyć i pracować w innym państwie członkowskim (z pewnymi zastrzeżeniami). Przepisy piłkarskie uniemożliwiały w praktyce zmianę klubu, a więc pracodawcy. Trybunał orzekł, że każdy piłkarz-obywatel państwa członkowskiego, w przypadku wygaśnięcia kontraktu ma prawo wolnej zmiany klubu, nieobwarowanej zapłatą odstępnego przez nowy klub. Ponadto uznano, że skoro pracownicy państw członkowskich mają być zgodnie z traktatami traktowani bez różnicy obywatelstwa to kluby, czy federacje piłkarskie nie mogą wprowadzać klauzul ograniczających liczbę obcokrajowców w klubach. Dotyczy to jednak wyłącznie obywateli Unii.
Wydane 15 grudnia 1995 przez Trybunał Sprawiedliwości Unii Europejskiej orzeczenie prejudycjalne ws. Jean-Marca Bosmana wprowadziło dwie istotne modyfikacje w sporcie:
1. Zawodnik, któremu wygasł kontrakt z jednym klubem, może za darmo przejść do innego;
2. Zniesienie limitu obcokrajowców w klubach z Unii Europejskiej posiadających obywatelstwo Państwa Członkowskiego UE.